# Schilde AG
Die Schilde AG in Bad Hersfeld war ein Unternehmen zur Herstellung von luft- und wärmetechnischen Erzeugnissen wie Ventilatoren, Lufterhitzern und Trocknungsanlagen für alle Zwecke und Materialien sowie kompletten Produktionsanlagen im Holz- und Baustoffbereich.
Das Unternehmen entwickelte die industrielle Trocknung in Deutschland und wurde im Laufe der Jahrzehnte ein führender Hersteller auf dem Gebiet der Trocknungstechnik. Mit Wirkung vom 8. Januar 1970 endete die 95-jährige Firmengeschichte durch die Verschmelzung mit den Büttner-Werken, Krefeld-Uerdingen, zur Büttner-Schilde-Haas Aktiengesellschaft, später Babcock-BSH.

## Geschichte

Aktie über 1000 RM der Benno Schilde Maschinenbau-AG vom Dezember 1941

Ansichten (von 1960) einer Werkshalle (erbaut 1913) und früheres Verwaltungsgebäude (erbaut 1908)

Die Gründung des Unternehmens geht auf das Jahr 1874 zurück. Bereits 1885 hatte die Benno Schilde Maschinenfabrik und Apparatebauanstalt 20 Mitarbeiter. 1900, nun bereits mit 70 Mitarbeitern, erfolgte der Übergang von handwerklicher zu industrieller Produktionsweise. Gefertigt wurden Ventilatoren in Stahlblechausführung, Lufterhitzer und luft- und wärmetechnische Anlagen. Mit dem Bau großer Bürogebäude und Fabrikationshallen 1908 und 1913 erreichte das Unternehmen eine Mitarbeiterzahl von 250 und einen Jahresumsatz von 2 Millionen Mark – Deutsche Reichswährung, die gut zur Hälfte aus dem Exportgeschäft resultierten. Es wurde mit der Fertigung von Trocknern für verschiedene Industriezweige begonnen.

### Umwandlung in GmbH und AG, Übernahmen
Kurz vor dem Tod des Gründers Benno Schilde 1911 wurde das Unternehmen in eine GmbH umgewandelt. Drei Jahre später wurde mit dem Bau von Hilfsmaschinen für die Dörrgemüse-Industrie begonnen. Die Mitarbeiterzahl wuchs auf 600. 1922 wurde abermals die Gesellschaftsform geändert; das Unternehmen firmierte nun als Benno Schilde Maschinenbau-Aktiengesellschaft. 1922 wurden die Maschinenfabrik Imperial in Meissen, die Imperial-Förster-Werke in Magdeburg sowie Gelände und Anlagen der Reichsflugzeugwerke Schwerin-Görries übernommen.
1938 erreichte das Unternehmen einen Umsatz von 11 Millionen Reichsmark, hatte 1200 Mitarbeiter und ein Aktienkapital von 2,8 Millionen Reichsmark. Mehrheitsaktionär ist Fritz Rechberg, die qualifizierte Aktienminderheit hält Ernst Hagmeier. Während des Krieges blieben die Produktionsstätten unbeschadet, so dass 1951 bereits der Vorkriegsumsatz mit gleichem Beschäftigungsstand erreicht werden konnte.
Vier Jahre vor der Übernahme durch die Degussa im Jahre 1964 erwirtschaftete die Aktiengesellschaft einen Umsatz von 51 Millionen DM bei einem Aktienstammkapital von 7 Millionen DM und 1600 Mitarbeitern. Der Name des Unternehmens änderte sich abermals, die Firmierung lautete fortan Schilde, Aktiengesellschaft, Bad Hersfeld.
Ein Jahr später wurden drei Leichtbau- und eine Schwermontagehalle in Betrieb genommen. Die Serienfertigung lufttechnischer Geräte erfolgte in einem besonderen Werk.
1968 kaufte die Schilde AG die Tromag, Trockenapparate- und Maschinenbau GmbH, Bebra, auf. 1932 wurde diese Firma von Ingenieuren gegründet; 1957 besaß sie ein Bürogebäude und drei große Werkshallen, die mit modernsten Maschinen ausgestattet waren und hatte 350 Betriebsangehörige. Die Mitarbeiterzahl wuchs daraufhin auf 1850.
1970 kam es zum Verschmelzungsvertrag mit den Büttner-Werken zur Büttner-Schilde-Haas AG, Krefeld-Uerdingen, ab 1977 als Babcock-BSH bezeichnet. Am Standort Bad Hersfeld wurde das komplette Produktionsprogramm fortgeführt. 2002 übernahm die Grenzebach Maschinenbau die Firma und gliederte sie als Grenzebach BSH in die Grenzebach-Gruppe ein.

### Nutzung der ehemaligen Werkshallen
Ab 2007 gab Grenzebach schrittweise den früheren Standort der Schilde AG in der Hersfelder Innenstadt auf. 2009 wurde der Umzug in einen Gewerbepark im Stadtteil Hohe Luft abgeschlossen. Das alte Gelände wurde zum Schilde-Park umgestaltet, die denkmalgeschützten Werkshallen werden als Veranstaltungsorte genutzt. Am 30. September 2011 wurde in der inzwischen restaurierten Schilde-Halle die Erlebnis- und Mitmachausstellung Wortreich eröffnet.